# Євген Шуклін
Євген Шуклін  (лит. Jevgenijus Šuklinas, 23 листопада 1985) — литовський веслувальник, олімпієць.

## Виступи на Олімпіадах
| Олімпіада   | Дисципліна            | Місце |
| ----------- | --------------------- | ----- |
| Лондон 2012 | каное-одиночка, 200 м | 2     |